# 利兹赖
利兹赖（法語：Lizeray，法語發音：[lizʁɛ]）是法国安德尔省的一个市镇，位于该省东北部，属于伊苏丹区。

## 地理
利兹赖（46°58'55"N, 1°54'20"E）面积35.41 平方千米，位于法国中央-卢瓦尔河谷大区安德尔省，该省份为法国中部省份，北起卢瓦-谢尔省，西北接安德尔-卢瓦尔省，西南接维埃纳省，南至克勒兹省和上维埃纳省，东临谢尔省。
与利兹赖接壤的市镇（或旧市镇、城区）包括：莱博尔德、伊苏丹、梅内特雷奥勒-苏瓦唐、波迪、圣阿乌斯特里耶、圣瓦朗坦。

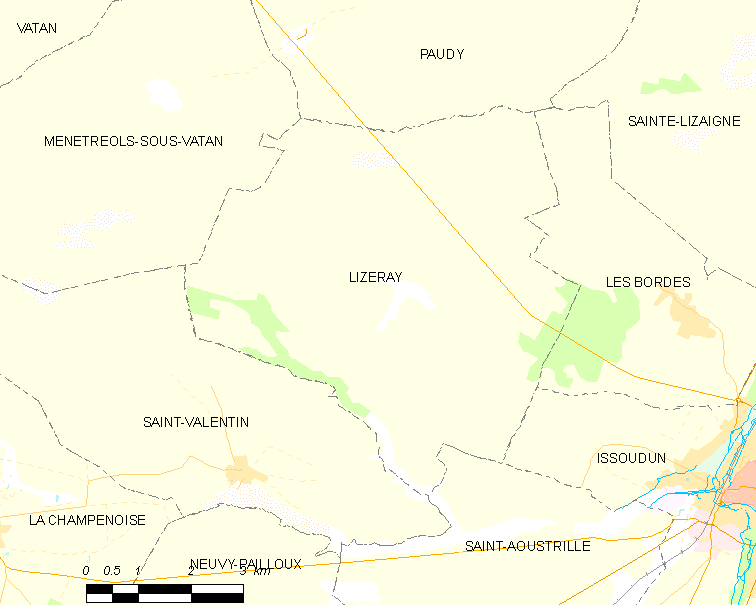
利兹赖的OSM定位图

利兹赖的时区为UTC+01:00、UTC+02:00（夏令时）。

## 行政
利兹赖的邮政编码为36100，INSEE市镇编码为36098。

## 政治
利兹赖所属的省级选区为勒夫鲁县。

## 人口

1962-2008年间利兹赖人口变化图示

利兹赖于2022年1月1日时的人口数量为83人。